# John Bourchier

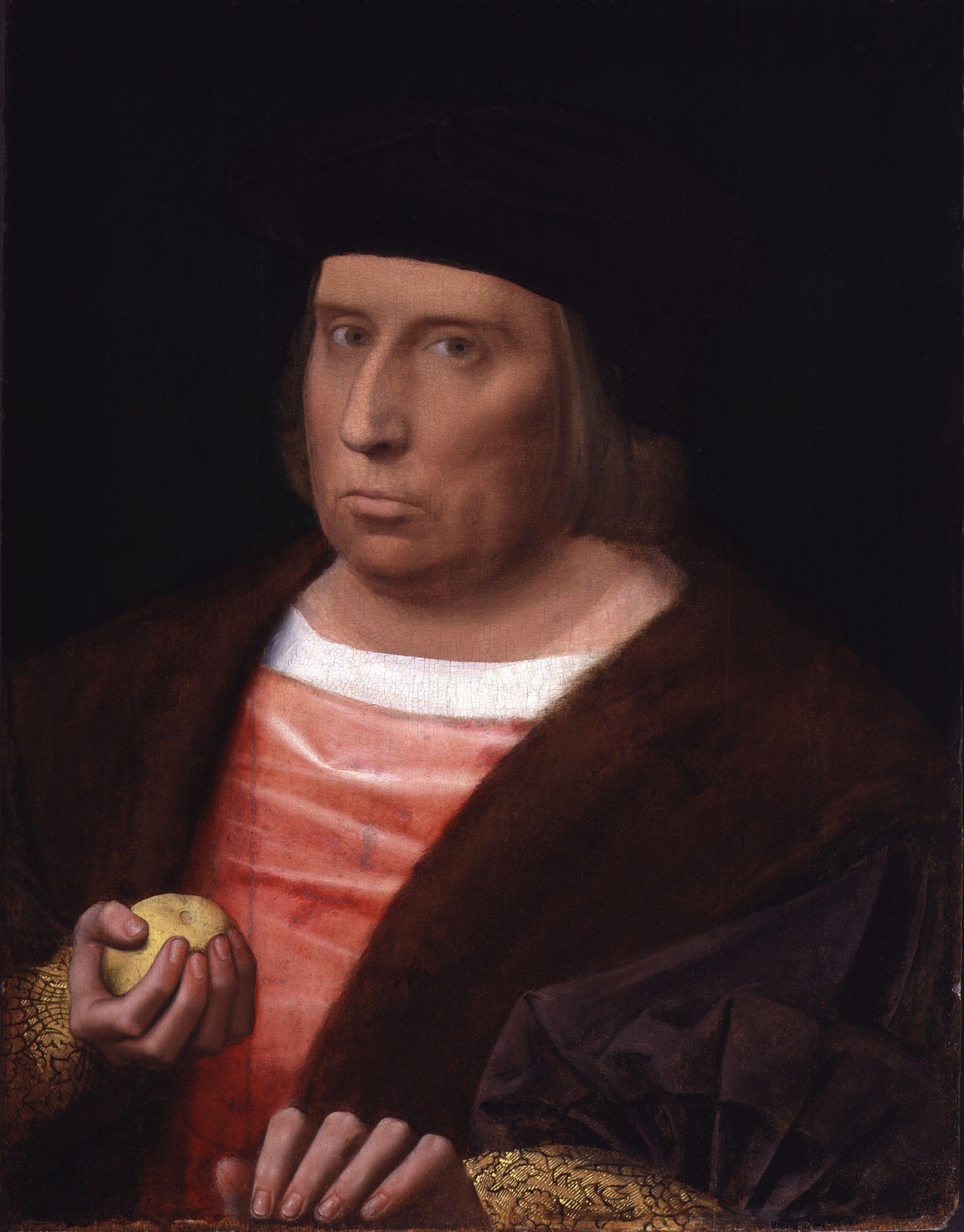
John Bourchier, Ambrosius Benson, 1520-1526.

John Bourchier (Tharfield, Hertfordshire, hacia 1467 - Calais, 16 de marzo de 1533), II barón Berners, diplomático, militar, escritor e hispanista inglés del siglo XVI.
Educado en Oxford, desempeñó importantes cargos en la Corte; fue miembro del Parlamento desde 1495 a 1529 e incluso fue nombrado en 1516 Chancellor of the Exchequer de Enrique VIII y desde 1520 gobernador de Calais, donde murió. Estuvo en España en 1518 con una misión del Cardenal Wolsey y se le debe una traducción al inglés del Libro áureo de Marco Aurelio de fray Antonio de Guevara, desde la versión francesa de Berthaut de 1531; esta retraducción se publicó en 1535 con el título The Golden Book of Marcus Aurelius. También tradujo, por expreso deseo real, las Chroniques del historiador francés Froissart (vol. 1, 1523; vol. 2, 1525) y escribió The History of Arthur of Lytell Brytaine y la novelita Huon of Bordeaux.
- Datos: Q9012406
- Multimedia: John Bourchier, 2nd Baron Berners / Q9012406